# 万历武功录
《万历武功录》是明朝瞿九思编寫的一本著作，万历四十年（1612年）成书。该书共14卷、176篇。卷1記載北直隶、山东、河南、陕西、宁夏；卷2記載南直隶、浙江、江西、湖广、福建、卷3記載广东；卷4記載广西、安南；卷5記載四川；卷6記載贵州、云南；卷7至卷14記載中、东、西三處邊疆。卷首附有自序。
瞿九思為了編寫此書，他搜集当时六科的檔案以及书肆中有关邊疆及其他民族方面的材料，而且還特意拜訪他人。瞿九思在書中用紀傳體记述了从万历初年至中期，明廷镇压各地农民起义以及其他民族与明王朝的关系，該書也記載民间秘密结社和矿工、盐贩、叛兵等與朝廷的衝突情况。該書在清朝時被禁止出版。後來中華書局根據万历孤本出版影印本。